# Hubert Haddad
Pour les articles homonymes, voir Haddad.
Hubert Haddad, né le 10 mars 1947 à Tunis, est un écrivain de langue française, poète, romancier, historien d’art et essayiste français d'origine tunisienne.
Il publie aussi sous le pseudonyme d'Hugo Horst.

## Biographie
Hubert Abraham Haddad est né d'une famille judéo-berbère, dont le père est d'origine tunisienne et la mère d'origine algérienne, née Guedj. Après avoir vécu à Sfax, Bône et Tunis, ses parents émigrent à Paris en 1950. Il commence à publier des textes à la fin des années 1960, d'abord dans des revues. Il fonde lui-même plusieurs revues de littérature, comme Le Point d'Être en 1970, ou Le Horla (1990) et Apulée (2016) chez Zulma (une revue annuelle de littérature et de réflexion qui s’engage à parler du monde d’une manière décentrée, nomade, investigatrice, avec pour premier espace d’enjeu l’Afrique et la Méditerranée). Très vite, il investit tous les genres littéraires, à commencer par la poésie avec Le Charnier déductif (Debresse, 1968).
La nouvelle et le roman tiennent la plus grande part de sa production, avec d'un côté les Nouvelles du jour et de la nuit (deux coffrets de cinq volumes chacun rassemblant soixante nouvelles) et de l'autre une vingtaine de romans comme L'Univers, premier roman-dictionnaire paru en 1999 chez Zulma et réédité en édition augmentée en 2009, ou encore Palestine (prix des cinq continents de la francophonie 2008, prix Renaudot Poche 2009), ou encore le Peintre d'éventail (prix Louis Guilloux 2013, prix Océans France Ô du livre 2014).
Par ailleurs dramaturge et historien d'art, Hubert Haddad est aussi peintre (expositions à Paris, Chaumont, Châlons-en-Champagne, Orléans, Marrakech, Voiron) et à l'occasion illustrateur. Il a publié de nombreux essais, comme Saintes-Beuveries (José Corti, 1989), Les Scaphandriers de la rosée (Fayard, 2002), ainsi qu'une somme encyclopédique en deux volumes sur la passion littéraire et les techniques d'écriture : Le Nouveau Magasin d'écriture (2006) et Le Nouveau Nouveau Magasin d'écriture (2007).
Sous le pseudonyme de Hugo Horst, il anime depuis 1983 la collection de poésie Double Hache aux éditions Dumerchez.
Hubert Haddad est un des acteurs de la Nouvelle fiction (avec Georges-Olivier Châteaureynaud, Frédérick Tristan ou Marc Petit).
Pionnier des ateliers d'écriture, il en anime de très nombreux à travers la France depuis les années soixante-dix, dans tous les lieux de vie, écoles, centres sociaux, médiathèques, universités, prisons, hôpitaux, etc.
Depuis 2016 il dirige la « revue annuelle de littérature et réflexion » Apulée, qu'il a créée aux éditions Zulma, et qui s'attache d'abord à défendre l'idée de liberté.

## Œuvres
Liste non exhaustive

### Romans et récits
- Un rêve de glace (Albin Michel, 1974 ; Éditions Zulma, 2006).
- La Cène (Albin Michel, 1975 ; Zulma, 2005 ; LGF, coll. « Le Livre de poche » no 32033, 2010).
- Les Grands Pays muets (Albin Michel, 1978).
- Armelle ou l'éternel retour (Puyraimond, 1979 ; Le Castor astral, 1989).
- Les Derniers Jours d'un homme heureux (Albin Michel, 1980).
- Les Effrois (Albin Michel, 1983). Prix Georges-Bernanos 1983.
- La Ville sans miroir (Albin Michel, 1984).
- Perdus dans un profond sommeil (Albin Michel, 1986).
- Le Visiteur aux gants de soie (Albin Michel, 1988).
- Oholiba des songes (La Table Ronde, 1989 ; Zulma, 2007).
- L'Âme de Buridan (Zulma, 1992 ; Mille et Une Nuits, 2000).
- Le Chevalier Alouette (Éditions de l'Aube, 1992 ; Fayard, 2001).
- Meurtre sur l'île des marins fidèles (Zulma, 1994). Prix des Administrateurs maritimes 1994.
- Le Bleu du temps (Zulma, 1995 ; Zulma, coll. « Z/a », 2018).
- La Condition magique (Zulma, 1997[4] ; Zulma, coll. « Z/a », 2014).
- L'Univers, roman dictionnaire (Zulma, 1999 et 2009 ; Pocket, 2003).
- La Vitesse de la lumière (Fayard, 2001).
- Le Ventriloque amoureux (Zulma, 2003).
- La Double Conversion d'Al-Mostancir (Fayard, 2003).
- La Culture de l'hystérie n'est pas une spécialité horticole (Fayard, 2004).
- Le Camp du bandit mauresque, récit d'enfance (Fayard, 2005).
- Palestine (Zulma, 2007 ; LGF, coll. « Le Livre de poche » no 31461, 2009 ; Folio (Gallimard), 2015). Prix Louis-Barthou de l’Académie française en 2008.
- Géométrie d'un rêve (Zulma, 2009 ; LGF, coll. « Le Livre de poche » no 32295, 2011).
- Opium Poppy (Zulma, 2011 ; Folio, 2013). Prix du Cercle Interallié 2012.
- Le Peintre d'éventail (Zulma, 2013). Publié conjointement avec le recueil Les Haïkus du peintre d'éventail (Folio, 2014). Prix Océans France Ô du livre 2014.
- Théorie de la vilaine petite fille (Zulma, 2014 ; Folio, 2016).
- Corps désirable (Zulma, 2015, 168 pages (ISBN 978-2-8430-4748-0) ; Folio 2018)[5],[6],[7],[8].
- Mā (Zulma, 2015)[9].
- Les Coïncidences exagérées. Traits et portraits (Mercure de France, 2016).
- Premières Neiges sur Pondichéry (Zulma, 2017, 180 pages  (ISBN 978-2-8430-4785-5))[10].
- Casting sauvage (Zulma, 2018). Prix de la Tour Montparnasse 2018.
- Un monstre et un chaos (Zulma, 2019).
- La Sirène d'Isé (Zulma, 2021)[11].
- L'Invention du diable (Zulma, 2022 (ISBN 979-10-387-0138-0)).

- La symphonie atlantique (Zulma, 2024, 211 p., (ISBN 979-10-387-0297-4))[12].

### Nouvelles
- La Rose de Damoclès (Albin Michel, 1982).
- Le Secret de l'immortalité (Critérion, 1991 ; Mille et une nuits, 2003). Prix Maupassant 1991.
- L'Ami argentin (Bernard Dumerchez, 1994).
- La Falaise de sable (Éditions du Rocher, 1997). Prix Charles Oulmont 1997.
- Mirabilia (Fayard, 1999). Prix Renaissance de la nouvelle 2000.
- La Belle Rémoise (Dumerchez, 2001 ; Zulma, 2004).
- Quelque part dans la voie lactée (Fayard, 2002).
- Vent printanier (Zulma, 2010).
- Nouvelles du jour et de la nuit : le jour ; Nouvelles du jour et de la nuit : la nuit (Zulma, 2011).
- La Bohémienne endormie (éditions Invenit, 2012).
- Géographie des nuages (éditions Paulsen, 2016).

### Théâtre
- Kronos et les marionnettes (Dumerchez, 1992, diffusions sur France Culture).
- Tout un printemps rempli de jacinthes (Dumerchez, 1994, Bourse Baumarchais 1995, diffusions sur France Culture).
- Le Rat et le Cygne (Dumerchez, 1995).
- Visite au musée du temps (Dumerchez, 1996).

### Poésie
- Le Charnier déductif (Debresse, 1967).
- Clair venin du temps (Dumerchez, 1990).
- Crânes et Jardins (Dumerchez, 1994).
- Les Larmes d'Héraclite (Encrage, 1996).
- Le Testament de Narcisse (Dumerchez, 1998).
- Une rumeur d'immortalité (Dumerchez, 2000).
- Petits sortilèges des amants (Zulma, 2001).
- Le Regard et l'Obstacle, sur les dessins d'Eugène Van Lamswerde (Rencontres, 2001).
- Errabunda ou les proses de la nuit (éditions Éolienne, 2011).
- Oxyde de réduction (Dumerchez, 2008).
- Les Haïkus du peintre d'éventail. Publié conjointement avec le roman Le Peintre d'éventail (Zulma, 2013).
- Table des neiges (Circa 1924, 2014).
- La Verseuse du matin (Dumerchez, 2014). Prix Mallarmé 2014.
- L'Êcre et l'étrit (Editions Jean Michel Place, 2016).
- Portiques de l’instant (Editions Project’îles, 2022).

### Essais
- Michel Fardoulis-Lagrange et les évidences occultes (Puyraimond, 1978).
- Michel Haddad, 1943 / 1979 (Le Point d'Être, 1981).
- Julien Gracq, la Forme d'une vie (Le Castor astral, 1986 ; Zulma, 2004).
- Saintes-Beuveries (José Corti, 1991)[13].
- La Danse du photographe (Armand Colin, 1994).
- Leonardo Cremonini ou la nostalgie du Minotaure, catalogue (Galerie Claude Bernard, 1995).
- Gabriel García Márquez (éditions Marval, 2003).
- René Magritte, livre d'art, coll. "Les Chefs-d'œuvre", Hazan, 2006.
- Les Scaphandriers de la rosée (sur la littérature, Fayard, 2000).
- Du visage et autres abîmes (Zulma, 1999).
- Théorie de l'espoir (sur les ateliers d'écriture, Dumerchez, 2001).
- Le Cimetière des poètes (sur la poésie, Éditions du Rocher, 2002).
- Le Nouveau Magasin d'écriture (Zulma, 2006 (ISBN 978-2843-04352-9)).
- Le Nouveau Nouveau Magasin d'écriture (Zulma, 2007).
- Comme un étrange repli dans l'étoffe des choses (La Bibliothèque, 2016).
- L'art et son miroir (Zulma, 2023)[14].

### Livres pour la jeunesse (sous le pseudonyme de Hubert Abraham)
- Un cheval dans la nuit  – trilogie, illustrations de Marcelino Truong (Zulma, 2011).

## Distinctions
- 1998 : grand prix SGDL du roman pour La Condition magique
- 2008 : prix des cinq continents de la francophonie pour Palestine
- 2009 : prix Renaudot du livre de poche pour Palestine
- 2013 : prix Louis-Guilloux pour Le Peintre d'éventail[15]
- 2013 : grand prix de littérature de la SGDL pour l’ensemble de l'œuvre, à l’occasion de la publication de Le Peintre d’éventail et Les Haïkus du peintre d’éventail[16]
- 2014 : prix Mallarmé pour La Verseuse du matin
- 2023 : prix Théophile-Gautier pour Portiques de l'instant